# Herbert Burdenski
Herbert Burdenski (ur. 19 maja 1922 w Gelsenkirchen, zm. 15 września 2001) – niemiecki piłkarz występujący na pozycji pomocnika oraz trener. Ojciec Dietera Burdenskiego, dziadek Fabiana Burdenskiego.

## Życiorys
Burdenski rozpoczynał w karierę w małym klubie nieopodal rodzinnej miejscowości. W 1935 roku grający w szkolnych zawodach został odkryty przez Ernsta Kuzorrę i podpisał kontrakt z FC Schalke 04, którego był ważną postacią. Z tym zespołem przyczynił się do zdobycia mistrzostwa Niemiec w 1940 i 1942 roku.
W 1949 roku był nauczycielem sportowym w Bremie i kiedy wznowiono rozgrywki ligowe, podpisał kontrakt z Werderem. 22 listopada 1950 zdobył pierwszą bramkę w barwach reprezentacji Niemiec przeciwko Szwajcarii w Stuttgarcie. Popularnie zwany jako ‘Budde’ piłkarz rozegrał zaledwie 5 spotkań w narodowych barwach.
Po zakończeniu kariery piłkarskiej Burdenski postanowił, że będzie pracował jako trener. Najpierw znalazł zatrudnienie w Rot-Weiß Essen, następnie pracował w takich klubach jak Borussia Dortmund, Werder Brema, MSV Duisburg czy Westfalia Herne. Aż do dnia śmierci, Burdenski był w zarządzie FC Schalke 04.